# Dominique Johnson (Basketballspieler, 1992)
Dominique Johnson (* 4. August 1992 in Bremerhaven) ist ein US-amerikanisch-deutscher Basketballspieler. Er spielte für mehrere Bundesligisten und seit 2021 für die SG Lützel-Post Koblenz.

## Karriere
Johnsons US-amerikanischer Vater brachte seinen Sohn frühzeitig mit dem Basketballsport in Berührung. Von 2006 bis 2009 besuchte Dominique Johnson die Paul W. Bryant High School in Tuscaloosa im US-Südstaat Alabama, bevor er in seine Geburtsstadt zurückkehrte. Nach seiner Rückkehr spielte Johnson in der Nachwuchsmannschaft des Erstligisten Eisbären in der Nachwuchs-Basketball-Bundesliga (NBBL). Unter Trainer Hamed Attarbashi spielte er unter anderem zusammen mit Maurice Pluskota, jedoch scheiterte die Mannschaft 2010 und 2011 in den Play-offs vorerst am Einzug in das Top-Four-Finalturnier. Wie Pluskota zuvor hatte Johnson seinen ersten Kurzeinsatz in der höchsten Herren-Spielklasse bei der Heimniederlage in der Basketball-Bundesliga 2010/11 gegen Alba Berlin, gegen deren Nachwuchsmannschaft man bereits in den NBBL-Play-offs gescheitert war. In der folgenden Saison kamen fünf weitere Einsätze in der Basketball-Bundesliga 2011/12 hinzu, ansonsten spielte Johnson aber mittels Doppellizenz in der Reservemannschaft BSG in der viertklassigen Regionalliga.
Zur Saison 2012/13 wechselte Johnson nach Braunschweig, wo er zunächst hauptsächlich im Farmteam des Erstligisten Phantoms in der dritthöchsten Spielklasse ProB zum Einsatz kommen sollte. In der ProB 2012/13 kam Johnson dabei auf knapp sechs Punkte pro Spiel bei der als Spot Up Medien Baskets firmierenden Mannschaft, die jedoch in der ersten Runde der Aufstiegs-Play-offs gegen das Ulmer Farmteam Weißenhorn Youngstars ausschied. In der ProB 2013/14 war dann erneut Pluskota, der ebenfalls nach Braunschweig gewechselt war, sein Mannschaftskamerad, aber im Ergebnis musste man letztendlich wiederum in der ersten Play-off-Runde die Segel streichen, als man den Uni-Riesen Leipzig unterlag. Pluskota avancierte gleich zum Topscorer der Reserve und kam dann auch schon mittels Doppellizenz regelmäßig in der höchsten Spielklasse zum Einsatz, während Johnson nach knapp zehn Punkten pro Spiel in der ProB noch auf sieben weitere Erstliga-Kurzeinsätze in der Basketball-Bundesliga 2013/14 kam. Während die Erstliga-Mannschaft in der Basketball-Bundesliga 2014/15 nun als Löwen firmierte, bekam auch das Farmteam einen neuen Namenssponsor und erreichte als DRUFF! Baskets erneut, aber nur knapp die Play-offs, in denen man gegen die Iserlohn Kangaroos in der ersten Runde ausschied. Von den regelmäßig zum Einsatz kommenden Spielern war Johnson nun mit knapp 14 Punkten pro Spiel der beste Korbschütze der Drittligamannschaft. In der Erstligamannschaft, die die Play-offs um die Meisterschaft nur vergleichsweise knapp verpasste, konnte er jedoch seine Spielanteile in neun Kurzeinsätzen nicht weiter steigern.
Johnson verließ daher Braunschweig und wechselte weiter Richtung Südosten zum Mitteldeutschen BC nach Weißenfels, bei dem er nun regelmäßig in der Basketball-Bundesliga 2015/16 zum Einsatz kam und sich zum mannschaftsintern produktivsten deutschen Spieler der Hinrunde entwickelte. Im Ergebnis half dies dem MBC jedoch wenig, bei dem der mit einem langjährigen Vertrag ausgestattete Trainer Silvano Poropat zum Jahresende sein Amt zur Verfügung stellte und sein Nachfolger Predrag Krunić die Mannschaft mit nur zwei Saisonsiegen als Tabellenletzter übernehmen musste. Nach dem Abstieg aus der Bundesliga im Frühjahr 2016 gelang in der Saison 2016/17 der direkte Wiederaufstieg. Johnson, der als Mannschaftskapitän fungierte, wirkte auf dem Weg zum Gewinn des ProA-Meistertitels in 38 Partien mit und verbuchte im Schnitt 8,1 Punkte.
Nach dem geglückten Aufstieg mit dem MBC verließ Johnson den Verein auf eigenen Wunsch hin und kehrte zu den Eisbären Bremerhaven zurück. In der Sommerpause 2018 schloss er sich dem PS Karlsruhe (2. Bundesliga ProA) an und wechselte ein Jahr später innerhalb der Liga nach Chemnitz. Mit den Sachsen stand er an der Tabellenspitze der 2. Bundesliga ProA, als die Saison 2019/20 Mitte März wegen des Coronavirus SARS-CoV-2 abgebrochen wurde, wodurch Johnson und seiner Mannschaft das Bundesliga-Aufstiegsrecht erteilt wurde. Mitte Februar 2021 erzielte er beim 85:83-Überraschungserfolg des Aufsteigers gegen den FC Bayern München mit ablaufender Spielzeit den Siegtreffer. 2021 ging er von der ersten in die dritte Liga zur SG Lützel-Post Koblenz. 2023 gewann Johnson mit Koblenz den Meistertitel in der 2. Bundesliga ProB.